# とほほのWWW入門
とほほのWWW入門（とほほのダブリューダブリューダブリューにゅうもん）は、ホームページ作成に関する情報を解説したウェブサイト。1996年9月10日に「とほほのHTML入門」の名称で公開され、杜甫々（とほほ）と「とほほママ」の夫婦によって運営されている。

## 概要
HTMLやJavaScript・CGI・スタイルシートなど、ホームページ作成に関する情報を解説したウェブサイトである。中心となるコンテンツは基本編・プログラミング言語・応用編に分類されており、初心者から上級者までをも対象としている。Pythonなどのプログラミング言語やそれらのフレームワーク等などに関する情報、Linux入門やgitなどのツールに関する情報など、ホームページ作成に関する情報以外も幅広く公開されている。
また古い機種のパソコンや閲覧ソフト等を用いているユーザーが、不自由なく閲覧できるようにも配慮されている。
杜甫々が1996年にパソコンを購入してホームページ制作を開始した当時、日本語でホームページ作成のためにHTMLを解説した書籍がなく苦労した経験から、英語で記述されたNetscape NavigatorのマニュアルやHTMLの規約集を参考に初心者にも理解できるように解説をまとめ、同年9月10日に「とほほのHTML入門」として公開されたのが始まりである。
2001年には『朝日新聞』の記事において、すがやみつるに「HP作成にため必要な言語の解説が、サンプルを含め、ていねいにまとめられている」と評されている。金田善裕は、同様のテーマを扱ったウェブサイトの中でも「とりわけわかりやすく、人気が高い」としている。雑誌においてサイト内のコンテンツである「とほほのJavaScript入門」や「とほほママのペイントブラシテクニック」も紹介されている。
杜甫々が高校生であった1980年代初頭、弟が親に買ってもらったコモドールのホビーパソコンで兄弟と遊んだり、インベーダーゲームのようなゲームを作ったりしたのがプログラミングと接した始まりであるという。その後愛媛大学物理学科に進学し、在学中にプログラミングについて学び始める。大学ではプラズマの温度をパソコンで計測する方法について研究しており、またプログラミングのアルバイトも行っていた。1988年に広島市のソフトウェア会社に就職し、インターネットの研究に携わった。1993年には大学のSF研究会で知り合った「とほほママ」と結婚している。

## 関連書籍
- 杜甫々『すぐひける・よくわかる HTMLハンドブック』インプレス、2002年。ISBN 978-4-8443-1720-3。
- 杜甫々『CGI＆Perl 究極のレシピ 350』技術評論社、2003年。ISBN 978-4-7741-1676-1。